# Oligia marina
Oligia marina là một loài bướm đêm trong họ Noctuidae.